# جزيرة أم عروين (ميدي)

تعديل مصدري - تعديل

جزيرة أم عروين هي إحدى جزر مديرية ميدي التابعة لمحافظة حجة.